# Горки (бывшая деревня, Жуковский район)
Горки — бывшая деревня в Жуковском районе Калужской области. Находилась на крутом левом берегу Нары, отсюда название деревни.
Рядом — деревня Папино.

## История
15 октября 1941 года было начато формирование Подольского боевого участка, передовым рубежом которого стала река Нара. Подольское направление обороняли части 43-й армии под командованием генерал-майора К. Д. Голубева. Штаб армии к 20 октября перебазировался из Каменки в деревню Ясенки. Было произведено переформирование вышедших подразделений. Остатки понесшей тяжелые потери 312-й стрелковой дивизии под командованием полковника А. Ф. Наумова были включены в состав 53-й стрелковой дивизии. 152-я мотострелковая бригада была объединена с 5-м воздушно-десантным корпусом.
17 стрелковая дивизия заняла позиции на левом фланге Стремилово-Бегичево-Высокое. 53-й стрелковая дивизия обороняла рубеж по линии населенных пунктов Дмитровка — Колонтасово — Ильино -Кузовлево — Ольхово — Горки. Штаб и командир дивизии разместились в деревне Рогово, там же находилось и командование 26-й танковой бригады, прибывшей помочь оборонять Нарский рубеж.
6 октября 1941 года с Маньчжурской границы направлена на Подольский боевой участок 93-я Восточно-Сибирская стрелковая дивизия. Части 93-й дивизии к утру 25 октября заняли оборону по фронту на рубеже Богородское-Горки-Каменка и по глубине Кресты-Косовка-Вороново-Ясенки-Лукошкино. В задачу дивизии входило не только остановить продвижение немцев на Подольск, но и контратаковать их, выбить с захваченных территорий за реку Нара.
129 сп 93 сд после четырёх атак овладел Горки, отбросив немцев на западный берег р. Нара.
28 и 29 октября немцы, перегруппировав свои силы на участках фронта Горки-Каменка-Ольхово-Кузовлево совершили несколько мощных контратак, все они были отбиты.
9 ноября немцы, сосредоточив на участке Кузовлево-Горки две дивизии, пытались снова прорваться на Подольск и снова эта попытка была неудачной.
В Горках была братская могила, где были захоронены останки воинов 201-й и 10-й воздушно-десантных бригад 5-го корпуса ВДВ, погибших осенью 1941 года